# Lano
Pour les articles homonymes, voir Lano (homonymie).
Pour les articles ayant des titres homophones, voir Lanaud, Laneau, Lanneau et Lanot.
Lano est une commune française située dans la circonscription départementale de la Haute-Corse et le territoire de la collectivité de Corse. Elle appartient à l'ancienne piève de Vallerustie, en Castagniccia.

## Géographie

### Localisation
Lano est une commune de la vallée de la Casaluna, située à l'ouest du Monte San Petrone (1 767 m), le plus haut sommet du massif du même nom, dans la Castagniccia. Elle fait partie de l'ancienne piève de Vallerustie et est adhérente au parc naturel régional de Corse.
Lano est entourée des communes de Aiti au nord, San-Lorenzo à l'ouest, Erone au sud-est, Rusio au sud, Omessa à l'ouest et Tralonca au sud-ouest. Lano est adhérente au P.N.R.C. dont le panneau d'entrée est situé dès le franchissement de la Casaluna au pont de Lano.
Communes limitrophes

### Géologie et relief

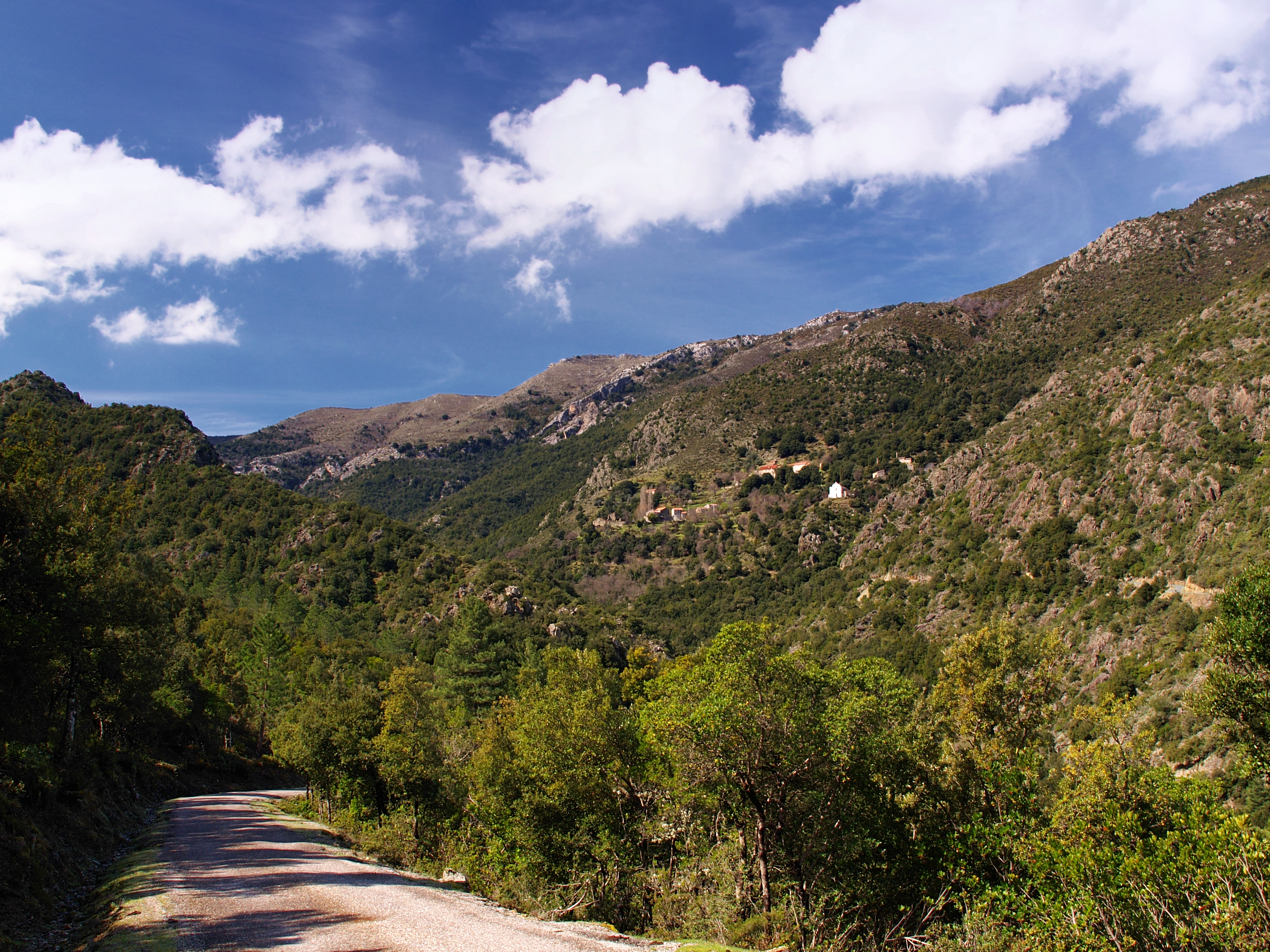
Vallée de l'Anico.

Lano est une commune de montagne, une verte vallée boisée, encaissée, celle du ruisseau de l'Anico qui nait sur la commune, au pied de Cima Tonda (1 335 m) et qui conflue avec la Casaluna juste en amont du pont de Lano. Une ligne de crête forme ses limites occidentales avec plusieurs sommets depuis Ferrelaccio (1 299 m) au sud, remontant au nord par Cima Tonda (1 335 m) point culminant de la commune, Bocca al Pruno (1 054 m), Cima Appertoia (1 109 m), Cima al Cucco (1 168 m), la chapelle Sant'Angelo (1 187 m), Punta di Cappizzolo (1 166 m), Punta Sticulaccie (736 m) à 1,5 km à l'Est de la localité de Francardo (Omessa), Cima a L'Orzale (1 121 m), Punta di Pruno (1 127 m), redescendant au pont de Lano en longeant la Casaluna.
Le point le plus bas de la commune, 414 m d'altitude, est la confluence de la Casaluna sur sa rive gauche avec le ruisseau de Ripa Rosse.
Lano est entouré de moyennes montagnes couvertes de forêts de chênes verts, de châtaigniers, de hêtres sur les hauteurs et d'un maquis épais sur les parties basses de la vallée.

### Voies de communication et transports

#### Accès routiers
On accède au village par la D 39, l'unique petite route serpentant le long de la vallée de la Casaluna et la reliant au Bozio. Depuis la D 39, il faut emprunter la D 139 puis franchir le pont de Lano qui enjambe la rivière Casaluna. Le village de Lano ne se découvre qu'en arrivant au bout de la sinueuse D 139 qui se termine en cul-de-sac. La route D 239 qui traverse la partie nord-est de la commune, relie Erone à Aiti. elle est coupée par la D 139 à proximité du pont de Lano. Lano est un village caché dont on ne voit, depuis le bas de la vallée, que sa petite église blanche.

## Urbanisme

### Typologie
Au 1er janvier 2024, Lano est catégorisée commune rurale à habitat très dispersé, selon la nouvelle grille communale de densité à sept niveaux définie par l'Insee en 2022.
Elle est située hors unité urbaine. Par ailleurs la commune fait partie de l'aire d'attraction de Bastia, dont elle est une commune de la couronne,. Cette aire, qui regroupe 93 communes, est catégorisée dans les aires de 50 000 à moins de 200 000 habitants,.

### Occupation des sols
L'occupation des sols de la commune, telle qu'elle ressort de la base de données européenne d’occupation biophysique des sols Corine Land Cover (CLC), est marquée par l'importance des forêts et milieux semi-naturels (99,8 % en 2018), une proportion identique à celle de 1990 (100 %). La répartition détaillée en 2018 est la suivante : 
milieux à végétation arbustive et/ou herbacée (57,7 %), forêts (42,1 %), zones agricoles hétérogènes (0,2 %). L'évolution de l’occupation des sols de la commune et de ses infrastructures peut être observée sur les différentes représentations cartographiques du territoire : la carte de Cassini (XVIIIe siècle), la carte d'état-major (1820-1866) et les cartes ou photos aériennes de l'IGN pour la période actuelle (1950 à aujourd'hui).

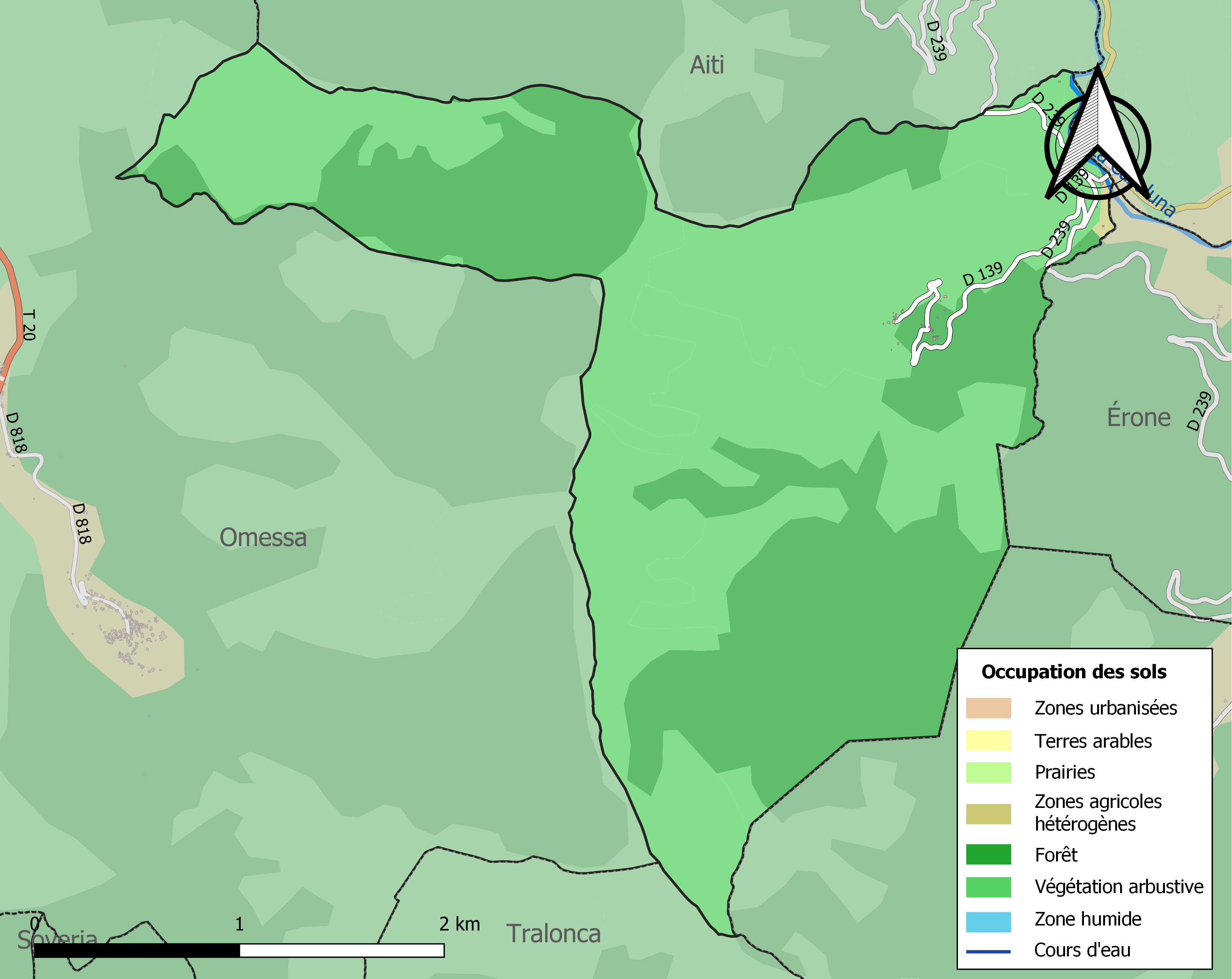
Carte des infrastructures et de l'occupation des sols de la commune en 2018 (CLC).
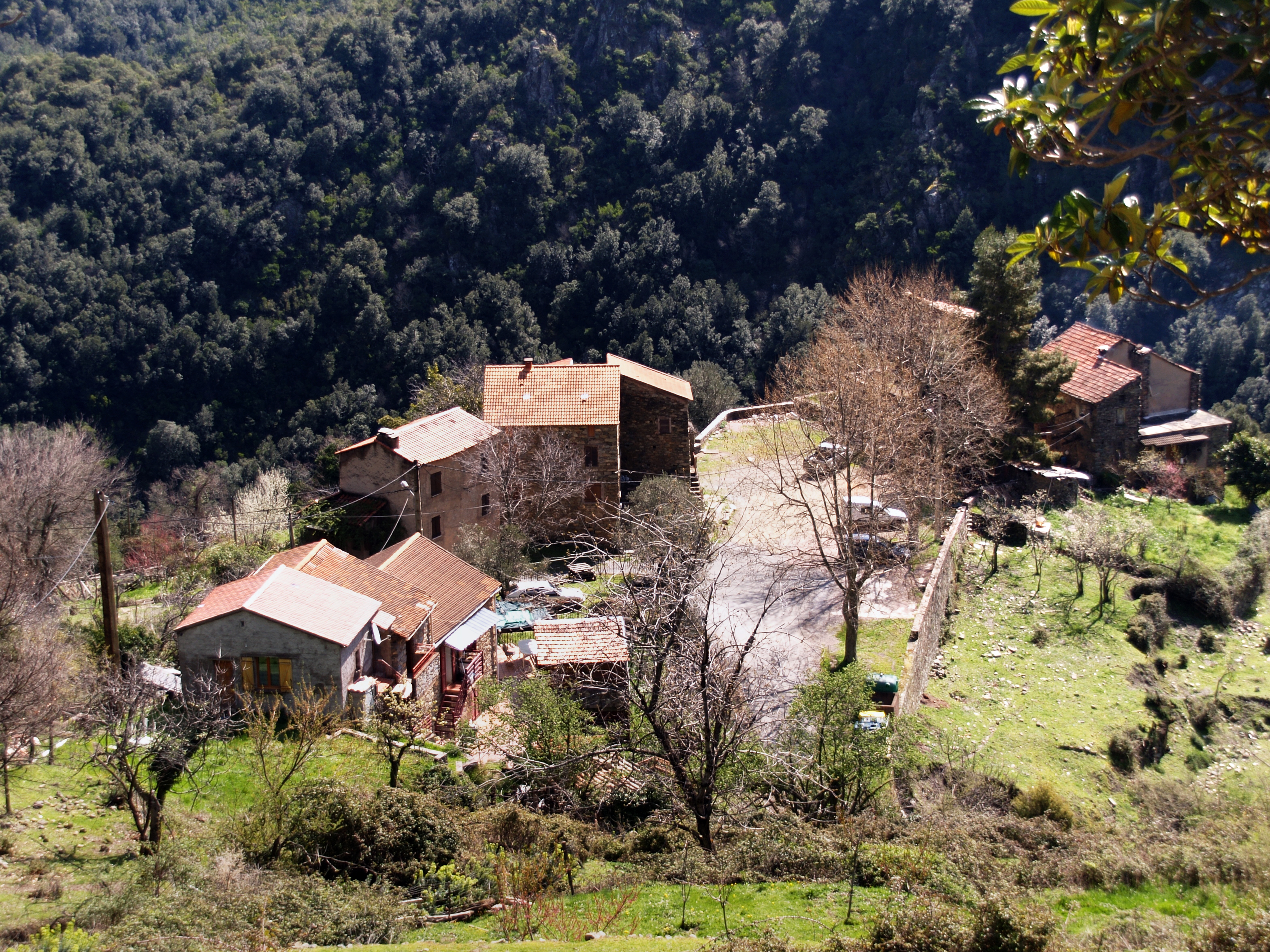
Vue du village.

## Histoire

### Âge du Bronze
En 2015, une cavité sépulcrale datée du Bronze final a été mise au jour à flanc de falaise sur la vallée de l'Aninco. Elle contenait les restes osseux de six individus : deux enfants, un adolescent et trois adultes, ainsi que deux contenants en bois d'if, l'un de planches assemblées, l'autre monoxyle. Ces deux coffres (probablement des cercueils ou des ossuaires), en état de conservation exceptionnel grâce à une température et une hygrométrie très stables dans le cavité, doivent permettre des études de menuiserie sépulcrale.
Le site a été baptisé cavité sépulcrale de Laninca par ses inventeurs,,.

### Moyen Âge
Vers 1520 Lano faisait partie de la pieve de Valle Rustia qui comptait environ 2 100 habitants. Les lieux habités de la pieve étaient alors Carticasi, Cambia, Loriani, Corsuli, Santo Quilico, li Forci, lo Tribio, Coibiti, le Noce ruiné de nos jours, lo Borgo, Aiti, Lano, Errone, Rusia.

### Temps modernes
Avec la Révolution, la pieve de E Vallerustie est devenue en 1789 le canton de Saint-Laurent.

### Époque contemporaine
En 1954 le canton de San-Lorenzo est constitué avec les communes de Aiti, Cambia, Carticasi, Erone, Lano, Rusio et San-Lorenzo.
Avec la fusion imposée entre 1971 et 1973, le nouveau canton de Bustanicu est créé avec les anciens cantons de Piedicorti di Caggio, San Lurenzu et Sermanu.

## Politique et administration

### Liste des maires
| Période                                  | Période  | Identité               | Étiquette | Qualité |
| ---------------------------------------- | -------- | ---------------------- | --------- | ------- |
| Les données manquantes sont à compléter. |          |                        |           |         |
| mars 2001                                | 2008     | Paul Saliceti          |           |         |
| mars 2008                                | 2014     | Paul François Saliceti |           |         |
| mars 2014                                | En cours | Pierre Leschi          | SE        | Artisan |

## Population et société

### Démographie
L'évolution du nombre d'habitants est connue à travers les recensements de la population effectués dans la commune depuis 1800. Pour les communes de moins de 10 000 habitants, une enquête de recensement portant sur toute la population est réalisée tous les cinq ans, les populations de référence des années intermédiaires étant quant à elles estimées par interpolation ou extrapolation. Pour la commune, le premier recensement exhaustif entrant dans le cadre du nouveau dispositif a été réalisé en 2004.

En 2022, la commune comptait 21 habitants, en évolution de −22,22 % par rapport à 2016 (Haute-Corse : +5,15 %, France hors Mayotte : +2,11 %).
| 1800 | 1806 | 1821 | 1831 | 1836 | 1841 | 1846 | 1851 | 1856 |
| ---- | ---- | ---- | ---- | ---- | ---- | ---- | ---- | ---- |
| 151  | 153  | 161  | 173  | 167  | 144  | 158  | 162  | 148  |

| 1861 | 1866 | 1872 | 1876 | 1881 | 1886 | 1891 | 1896 | 1901 |
| ---- | ---- | ---- | ---- | ---- | ---- | ---- | ---- | ---- |
| 153  | 162  | 138  | 128  | 106  | 107  | 127  | 102  | 88   |

| 1906 | 1911 | 1921 | 1926 | 1931 | 1936 | 1946 | 1954 | 1962 |
| ---- | ---- | ---- | ---- | ---- | ---- | ---- | ---- | ---- |
| 61   | 59   | 47   | 86   | 105  | 159  | 164  | 166  | 72   |

| 1968 | 1975 | 1982 | 1990 | 1999 | 2004 | 2006 | 2009 | 2014 |
| ---- | ---- | ---- | ---- | ---- | ---- | ---- | ---- | ---- |
| 58   | 49   | 40   | 20   | 21   | 21   | 22   | 22   | 26   |

| 2019 | 2022 | - | - | - | - | - | - | - |
| ---- | ---- | - | - | - | - | - | - | - |
| 23   | 21   | - | - | - | - | - | - | - |

## Culture locale et patrimoine

### Lieux et monuments
- Monument aux morts, érigé face à l'église.
- Fontaine située tout en haut du village, récemment restaurée.
- Grotte de Carpinella à 795 m d'altitude, proche de la source du ruisseau de l'Aninco. Elle est accessible depuis le village par une piste longeant le cours d'eau.

#### Cavité sépulcrale de Leninca
Dans cette cavité au milieu d’une falaise, ont été découverts deux cercueils en bois de 3000 ans parfaitement conservés.

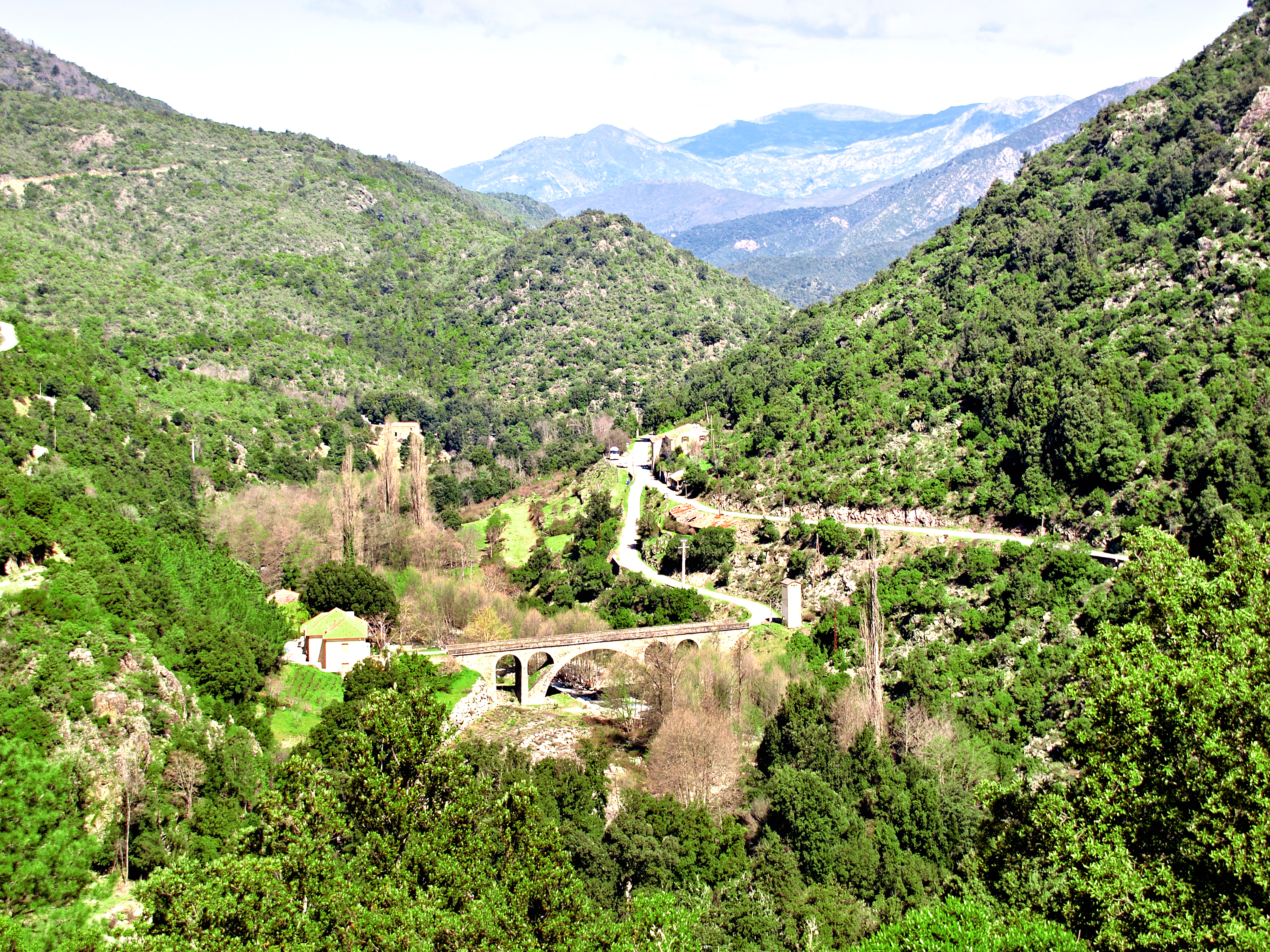
Le pont de Lano (D 139).
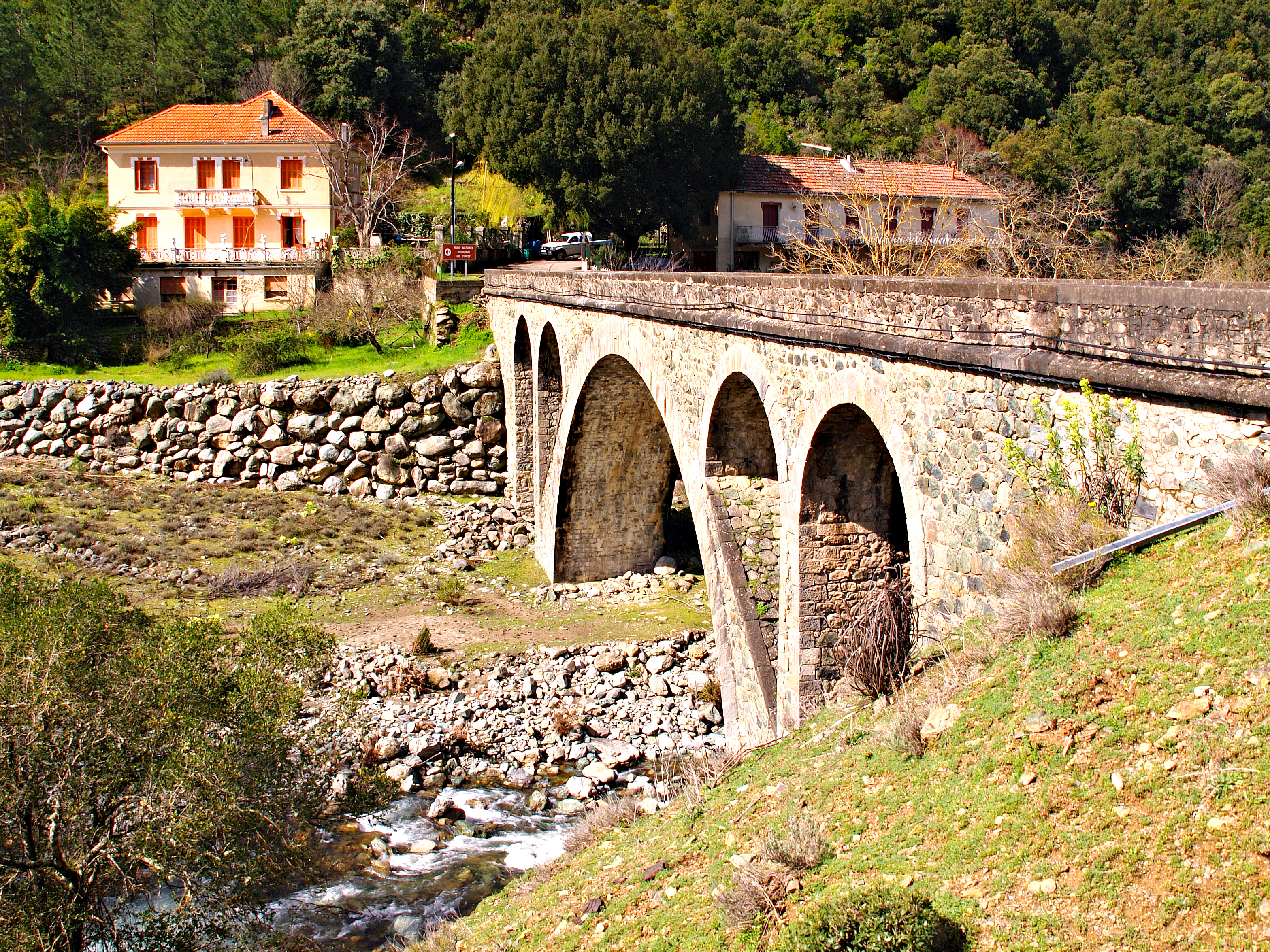
Accès à Lano et au P.N.R.C.
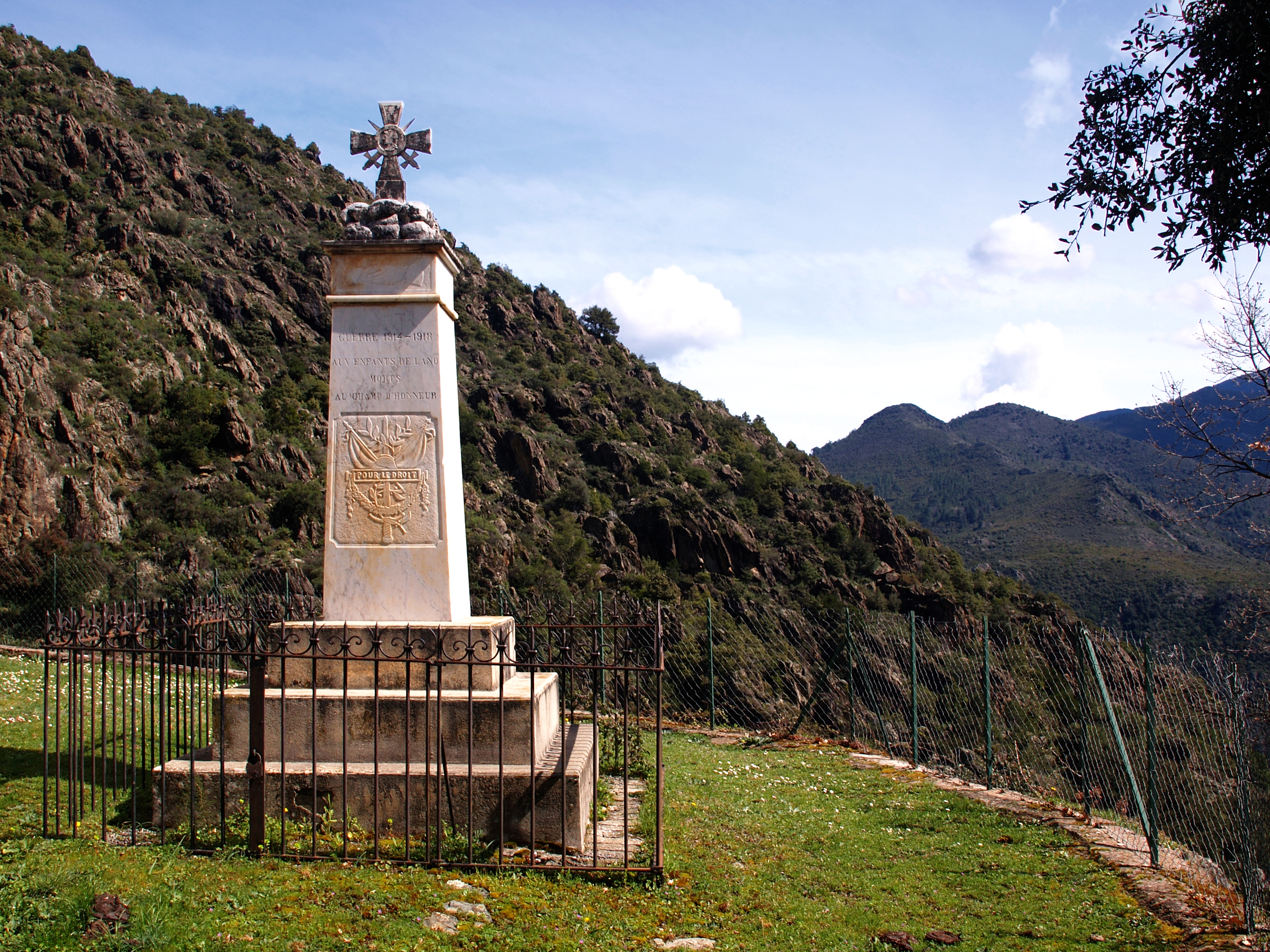
Monuments aux morts.
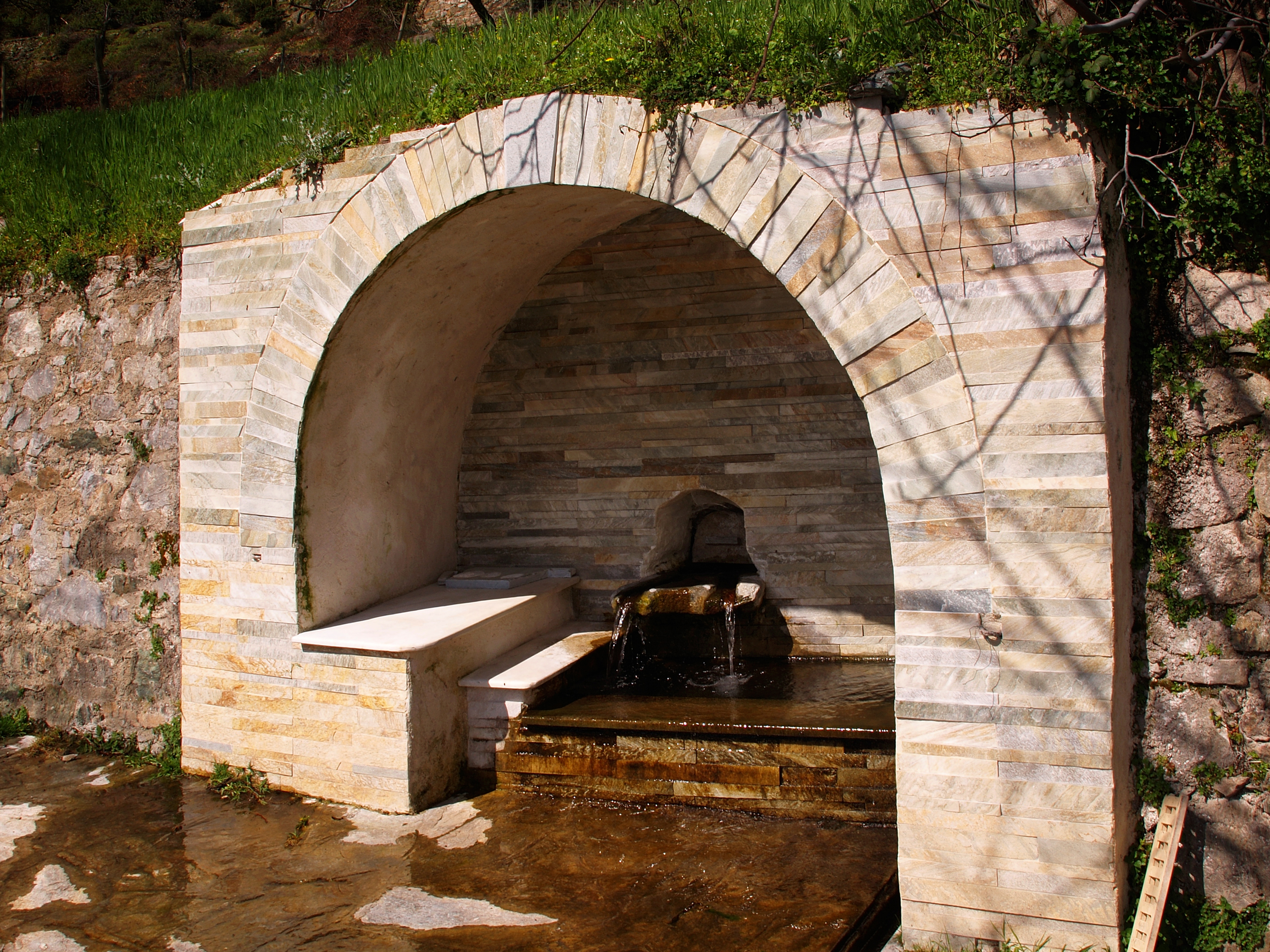
Fontaine.

#### Église paroissialeSaint-Clément
Cette église d'architecture romane, a été remaniée au XVIIIe siècle. Elle renferme un tableau L'Assomption de la Vierge avec saint Clément et saint Antoine, propriété de la commune, protégé depuis le 09-02-1995 puis classé monument historique. L'église est située au village, à flanc de montagne en contrebas de la route, avec le cimetière à côté et le monument aux morts sur le parvis.

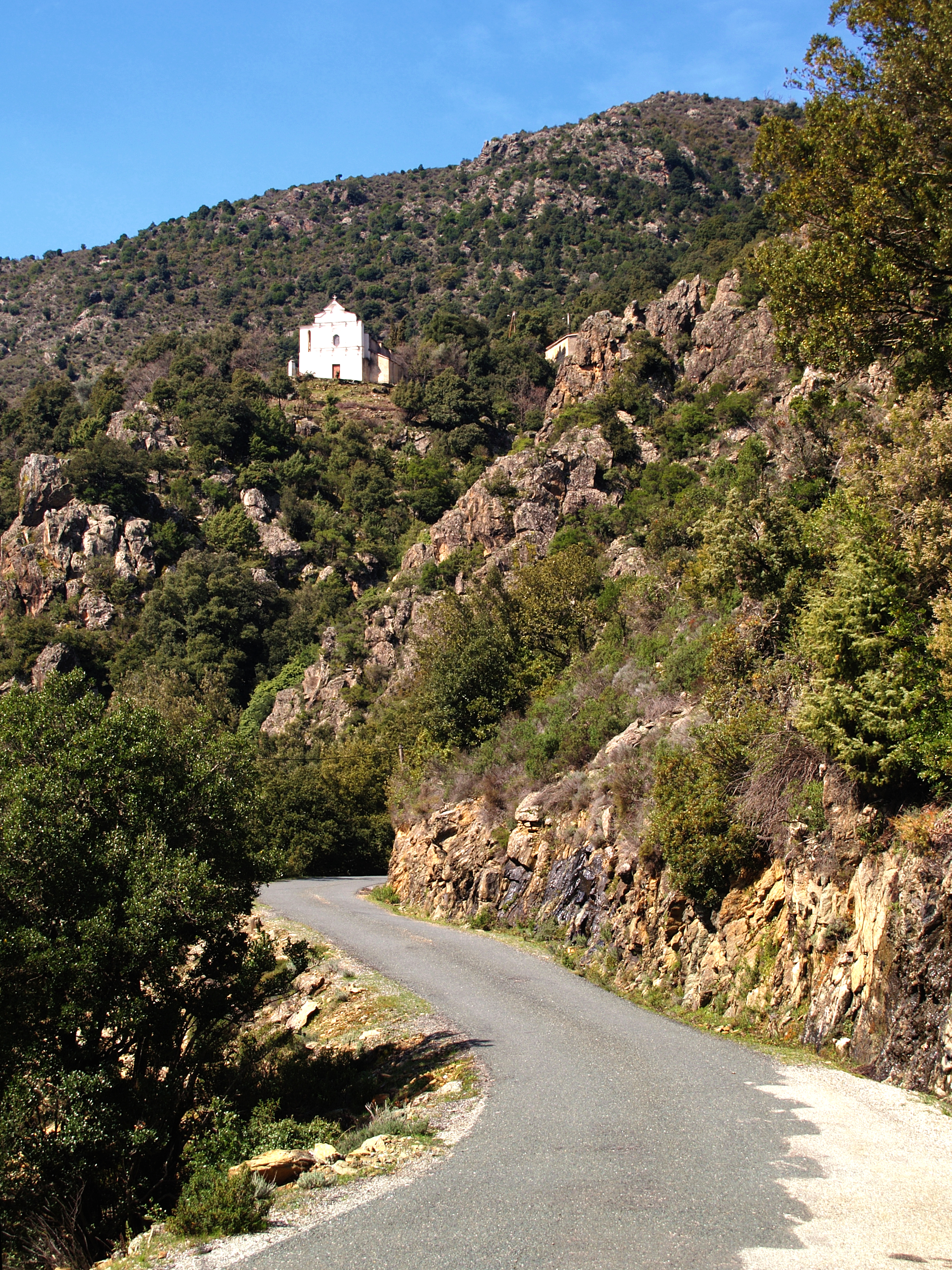
Saint-Clément.
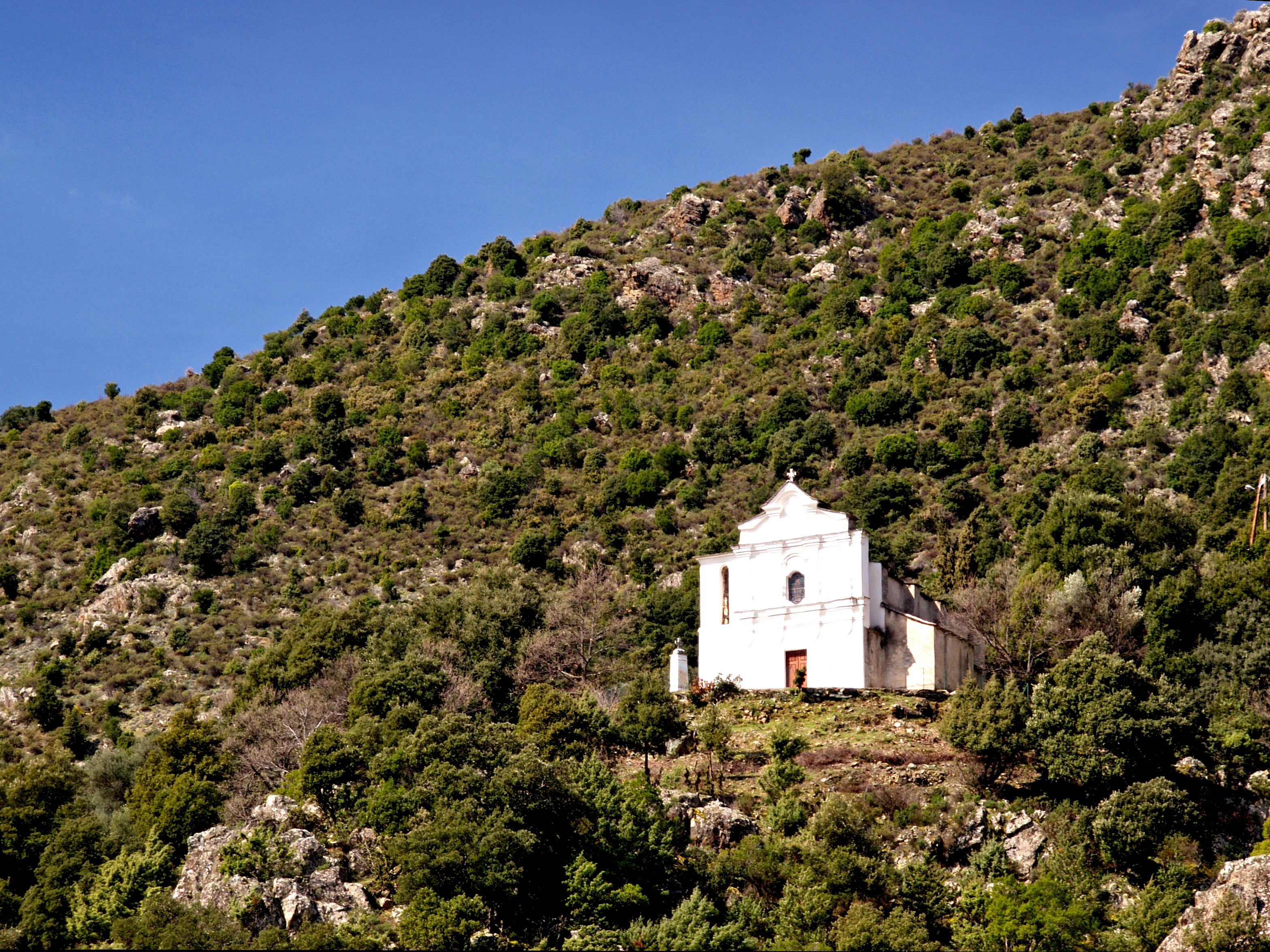
Saint-Clément.
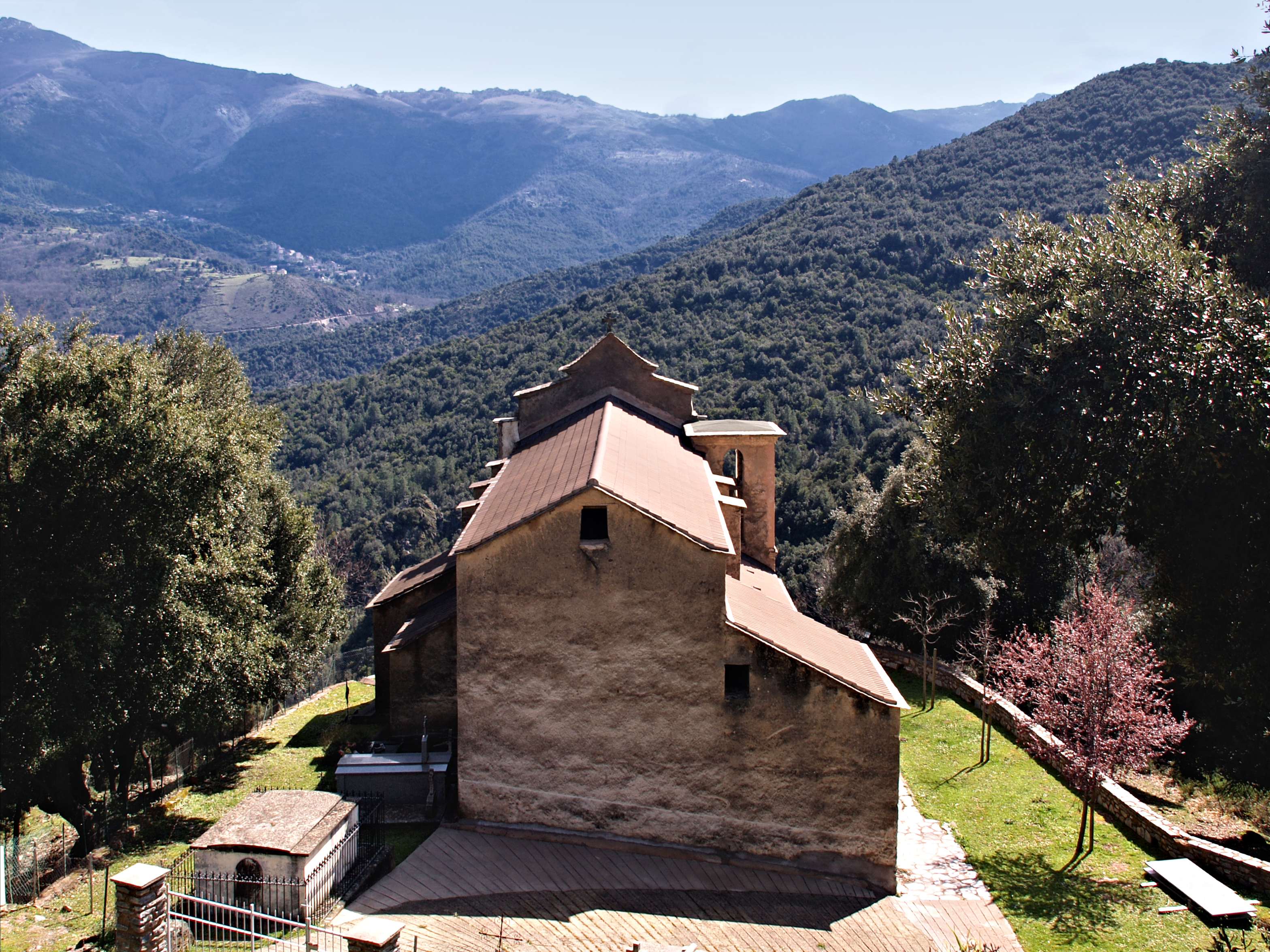
Vue du chevet.
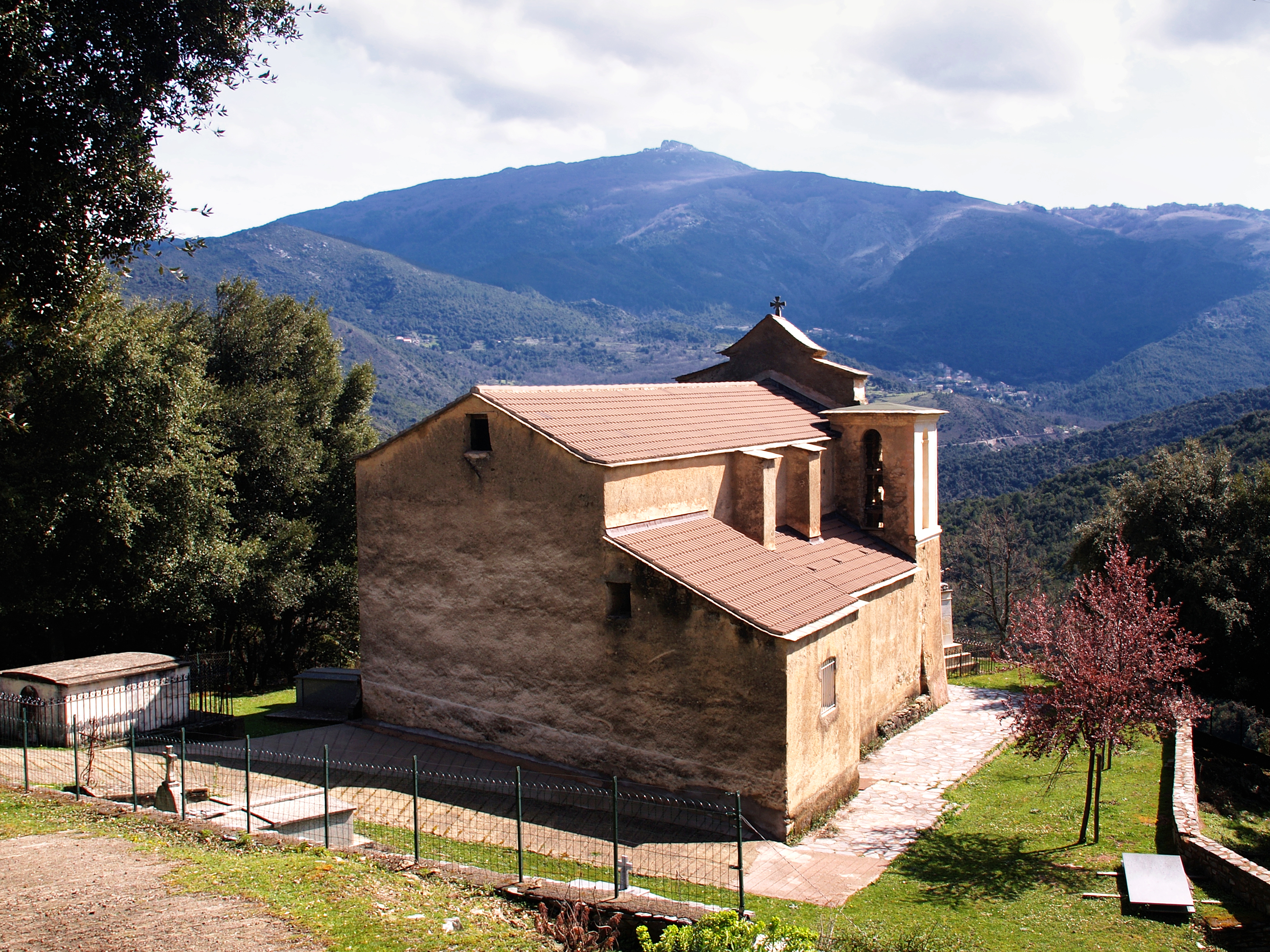
L'église et le Monte San Pedrone.

#### Chapelle Sant'Angelo
La chapelle Sant'Angelo (Saint ange) est située à 1 187 m d'altitude, « à cheval » sur les communes d'Omessa et de Lano. La chapelle a été partiellement restaurée.

### Personnalités liées à la commune
- Charles Rocchi chanteur originaire de Rusio a vécu un certain temps à Lano, village de son épouse, il y a tenu le bar restaurant "U mo moulinu".

## Pour approfondir